# Lliga Elit 2024-25
La temporada 2024-25 de la Lliga Elit de fútbol fue la segunda edición de la Lliga Elit. Comenzó en septiembre de 2024 y finalizará en mayo de 2025. Posteriormente se disputará la promoción de ascenso.
Debido al descenso por arrastre del Club de Futbol Pobla de Mafumet, el FC Santboià descendió a Primera Catalana.

## Sistema de competición
Participan 16 clubes encuadrados en un único grupo. Se enfrentan todos contra todos en dos ocasiones (Una en campo propio y otra en campo contrario) durante un total de 30 jornadas. El orden de los encuentros se decide por sorteo antes de empezar la competición. La Federación de Fútbol de Cataluña es la responsable de designar las fechas de los partidos y los árbitros de cada encuentro, reservando al equipo local la potestad de fijar el horario exacto de cada encuentro.
Al final de la temporada, los primeros 2 ascienden a Tercera Federación, entre el 3.º y el 6.º se juega la promoción de ascenso y los últimos 4, descienden a Primera Catalana.

## Equipos

### Listado de Equipos
| Sant Just Can Vidalet Castelldefels Figueres Horta Lloret Manlleu Palamós P. de Mafumet Rapitenca Rubí San Mauro Valls Vic Vilafranca Vilanova |

| Equipo                     | Localidad                  | Provincia | Estadio                                 |
| -------------------------- | -------------------------- | --------- | --------------------------------------- |
| Atlètic Sant Just F. C.    | San Justo Desvern          | Barcelona | Municipal de Sant Just Desvern          |
| C. F. Can Vidalet          | Esplugas de Llobregat      | Barcelona | El Molí                                 |
| U. E. Castelldefels        | Castelldefels              | Barcelona | Els Canyars                             |
| U. E. Figueres             | Figueras                   | Gerona    | Municipal de Vilatenim                  |
| U. A. Horta                | Barcelona                  | Barcelona | Feliu i Codina                          |
| C. F. Lloret               | Lloret de Mar              | Gerona    | Municipal de Lloret de Mar              |
| A. E. C. Manlleu           | Manlleu                    | Barcelona | Municipal de Manlleu                    |
| Palamós C. F.              | Palamós                    | Gerona    | Nou Estadi de Palamós                   |
| C. F. Pobla de Mafumet     | Pobla de Mafumet           | Tarragona | Municipal de La Pobla de Mafumet        |
| U. E. Rapitenca            | San Carlos de la Rápita    | Tarragona | Municipal La Devesa                     |
| U. E. Rubí                 | Rubí                       | Barcelona | Municipal de Can Rosés                  |
| U. D. San Mauro            | Santa Margarita de Montbuy | Barcelona | Municipal de Santa Margarida de Montbui |
| U. E. Valls                | Valls                      | Tarragona | Camp del Vilar                          |
| U. E. Vic                  | Vic                        | Barcelona | Hipòlit Planàs                          |
| F. C. Vilafranca           | Villafranca del Panadés    | Barcelona | Camp municipal d'Esports de Vilafranca  |
| C. F. Vilanova i la Geltrú | Villanueva y Geltrú        | Barcelona | Associació dels Alumnes Obrers          |

## Clasificación
| Pos. | Equipo                         | Pts. | PJ | G  | E  | P  | GF | GC | Dif. | Notas                                     |
| ---- | ------------------------------ | ---- | -- | -- | -- | -- | -- | -- | ---- | ----------------------------------------- |
| 1    | U. E. Vic (A, C)               | 52   | 30 | 13 | 13 | 4  | 42 | 23 | +19  | Ascenso a Tercera Federación              |
| 2    | C. F. Vilanova i la Geltrú (A) | 51   | 30 | 15 | 6  | 9  | 47 | 38 | +9   | Ascenso a Tercera Federación              |
| 3    | Atlètic Sant Just F. C.        | 48   | 30 | 12 | 12 | 6  | 46 | 33 | +13  | Promoción de ascenso a Tercera Federación |
| 4    | C. F. Can Vidalet (A)          | 48   | 30 | 12 | 12 | 6  | 48 | 31 | +17  | Promoción de ascenso a Tercera Federación |
| 5    | U. A. Horta                    | 46   | 30 | 12 | 10 | 8  | 42 | 33 | +9   | Promoción de ascenso a Tercera Federación |
| 6    | F. C. Vilafranca               | 45   | 30 | 12 | 9  | 9  | 33 | 30 | +3   | Promoción de ascenso a Tercera Federación |
| 7    | U. E. Castelldefels            | 45   | 30 | 13 | 6  | 11 | 42 | 36 | +6   |                                           |
| 8    | U. E. Rubí                     | 44   | 30 | 12 | 8  | 10 | 60 | 48 | +12  |                                           |
| 9    | A. E. C. Manlleu               | 41   | 30 | 11 | 8  | 11 | 45 | 43 | +2   |                                           |
| 10   | U. E. Valls                    | 40   | 30 | 11 | 7  | 12 | 32 | 35 | −3   |                                           |
| 11   | U. D. San Mauro                | 39   | 30 | 11 | 6  | 13 | 34 | 26 | +8   |                                           |
| 12   | C. F. Pobla de Mafumet         | 39   | 30 | 11 | 6  | 13 | 40 | 45 | −5   |                                           |
| 13   | U. E. Rapitenca (D)            | 38   | 30 | 10 | 8  | 12 | 41 | 48 | −7   | Descenso a Primera Catalana               |
| 14   | U. E. Figueres (D)             | 37   | 30 | 8  | 13 | 9  | 30 | 41 | −11  | Descenso a Primera Catalana               |
| 15   | Palamós C. F. (D)              | 23   | 30 | 6  | 5  | 19 | 34 | 67 | −33  | Descenso a Primera Catalana               |
| 16   | C. F. Lloret (D)               | 18   | 30 | 5  | 3  | 22 | 32 | 71 | −39  | Descenso a Primera Catalana               |

 Fuente: FCF

### Posiciones por jornada
| Jornada              | 01 | 02 | 03  | 04 | 05 | 06 | 07  | 08  | 09  | 10  | 11  | 12 | 13 | 14 | 15 | 16 | 17 | 18 | 19 | 20 | 21  | 22  | 23  | 24  | 25  | 26  | 27  | 28 | 29 | 30 |
| Equipo               |    |    |     |    |    |    |     |     |     |     |     |    |    |    |    |    |    |    |    |    |     |     |     |     |     |     |     |    |    |    |
| -------------------- | -- | -- | --- | -- | -- | -- | --- | --- | --- | --- | --- | -- | -- | -- | -- | -- | -- | -- | -- | -- | --- | --- | --- | --- | --- | --- | --- | -- | -- | -- |
| Vic                  | 1  | 1  | 1   | 2  | 1  | 1  | 1   | 2*  | 3*  | 3*  | 4*  | 2  | 3  | 2  | 3  | 1  | 1  | 1  | 1  | 1  | 1*  | 1*  | 1*  | 1*  | 1*  | 2*  | 2*  | 1  | 1  | 1  |
| Vilanova i La Geltrú | 15 | 12 | 12  | 10 | 6  | 8* | 9*  | 12* | 10* | 5*  | 3*  | 1  | 1  | 1  | 2  | 3  | 2  | 4  | 5  | 5  | 5   | 3   | 3   | 2   | 2   | 1   | 1   | 2  | 2  | 2  |
| Atlètic Sant Just    | 5  | 14 | 14* | 9  | 12 | 9  | 5   | 4   | 4   | 4   | 5   | 5  | 5  | 5  | 4  | 5  | 4  | 3  | 3  | 4  | 4   | 5   | 5   | 4   | 4   | 4   | 3   | 3  | 3  | 3  |
| Can Vidalet          | 9  | 11 | 10  | 4  | 4  | 4  | 3   | 3   | 1   | 1   | 1   | 3  | 4  | 3  | 1  | 2  | 3  | 2  | 2  | 3  | 3   | 2   | 2   | 3   | 3   | 3   | 4   | 4  | 4  | 4  |
| Horta                | 4  | 5  | 3   | 8  | 7  | 6  | 4   | 5   | 6   | 11  | 9   | 11 | 8  | 6  | 6  | 6  | 6  | 7  | 6  | 8  | 8   | 9   | 9   | 9   | 10  | 10  | 10  | 8  | 7  | 5  |
| Vilafranca           | 3  | 3  | 2   | 7  | 11 | 12 | 12  | 10  | 8   | 9   | 6   | 7  | 6  | 8  | 10 | 8  | 9  | 8  | 7  | 6  | 7   | 6   | 6   | 6   | 5   | 6   | 5   | 5  | 5  | 6  |
| Castelldefels        | 16 | 6  | 5   | 3  | 3  | 3* | 6*  | 6*  | 5*  | 6*  | 8*  | 6  | 7  | 7  | 8  | 9  | 10 | 10 | 9  | 9  | 10  | 8   | 7   | 8   | 8   | 7   | 8   | 6  | 6  | 7  |
| Rubí                 | 8  | 8  | 8   | 5  | 9  | 5  | 7   | 8   | 7   | 7   | 7   | 8  | 9  | 9  | 7  | 7  | 7  | 6  | 8  | 7  | 6   | 7   | 8*  | 7*  | 7*  | 8*  | 6*  | 9  | 8  | 8  |
| Manlleu              | 6  | 10 | 11  | 13 | 14 | 14 | 14  | 14  | 14  | 14  | 14  | 15 | 15 | 11 | 11 | 11 | 11 | 11 | 12 | 13 | 14  | 14  | 14  | 12  | 9   | 9   | 9   | 7  | 9  | 9  |
| Valls                | 12 | 15 | 15* | 15 | 15 | 13 | 13* | 13* | 13* | 12* | 13* | 12 | 10 | 12 | 12 | 13 | 13 | 13 | 14 | 11 | 11  | 10  | 10  | 13  | 13  | 11  | 13  | 11 | 12 | 10 |
| San Mauro            | 11 | 2  | 4*  | 1  | 2  | 2  | 2   | 1   | 2   | 2   | 2   | 4  | 2  | 4  | 5  | 4  | 5  | 5  | 4  | 2  | 2   | 4   | 4   | 5   | 6   | 5   | 7   | 10 | 11 | 11 |
| Pobla de Mafumet     | 14 | 13 | 13  | 14 | 13 | 15 | 15* | 15* | 15* | 15* | 15* | 10 | 13 | 10 | 9  | 10 | 8  | 9  | 10 | 10 | 9   | 11  | 11  | 14  | 14  | 12  | 11  | 12 | 10 | 12 |
| Rapitenca            | 7  | 9  | 9   | 6  | 5  | 7  | 8*  | 11* | 9*  | 10  | 11  | 9  | 11 | 13 | 14 | 12 | 12 | 12 | 13 | 14 | 13  | 13  | 12  | 10  | 11  | 14  | 12  | 14 | 14 | 13 |
| Figueres             | 2  | 7  | 7   | 11 | 10 | 11 | 11  | 9   | 12  | 13  | 12  | 14 | 12 | 14 | 13 | 14 | 14 | 14 | 11 | 12 | 12  | 12  | 13* | 11* | 12* | 13* | 14* | 13 | 13 | 14 |
| Palamós              | 10 | 4  | 6*  | 12 | 8  | 10 | 10* | 7*  | 11* | 8*  | 10* | 13 | 14 | 15 | 15 | 15 | 15 | 15 | 15 | 15 | 15* | 15* | 15* | 15* | 15* | 15* | 15* | 15 | 15 | 15 |
| Lloret               | 13 | 16 | 16  | 16 | 16 | 16 | 16* | 16* | 16* | 16  | 16  | 16 | 16 | 16 | 16 | 16 | 16 | 16 | 16 | 16 | 16  | 16  | 16  | 16  | 16  | 16  | 16  | 16 | 16 | 16 |

*Indica jornada con un partido pendiente

## Resultados
| Local \ Visitante          | ASJ | CAN | CAS | FIG | HOR | LLO | MAN | PAL | PDM | RAP | RUB | SNM | VAL | VIC | VFR | VNG |
| -------------------------- | --- | --- | --- | --- | --- | --- | --- | --- | --- | --- | --- | --- | --- | --- | --- | --- |
| Atlètic Sant Just F. C.    | —   | 3–0 | 1–1 | 1–1 | 2–0 | 2–0 | 2–0 | 3–3 | 3–0 | 1–1 | 0–0 | 2–1 | 1–0 | 0–2 | 0–0 | 1–3 |
| C. F. Can Vidalet          | 2–2 | —   | 0–0 | 5–0 | 3–3 | 3–1 | 0–0 | 2–2 | 3–1 | 4–0 | 1–0 | 2–1 | 2–2 | 0–0 | 0–1 | 2–0 |
| U. E. Castelldefels        | 2–3 | 1–0 | —   | 2–0 | 1–1 | 1–0 | 3–1 | 3–1 | 3–2 | 3–0 | 2–2 | 2–0 | 3–0 | 0–2 | 1–2 | 1–2 |
| U. E. Figueres             | 1–0 | 2–1 | 1–2 | —   | 1–1 | 0–2 | 1–1 | 1–2 | 1–1 | 2–2 | 2–0 | 1–0 | 0–0 | 2–2 | 0–0 | 0–1 |
| U. A. Horta                | 0–2 | 0–0 | 1–2 | 3–0 | —   | 3–1 | 2–2 | 2–1 | 1–1 | 1–2 | 1–0 | 0–0 | 4–0 | 1–0 | 0–0 | 2–1 |
| C. F. Lloret               | 2–4 | 1–4 | 2–2 | 2–3 | 1–2 | —   | 1–2 | 1–2 | 1–6 | 1–0 | 3–3 | 2–0 | 0–2 | 0–2 | 1–0 | 1–2 |
| A. E. C. Manlleu           | 2–2 | 3–1 | 1–3 | 0–0 | 1–2 | 3–1 | —   | 2–0 | 3–0 | 4–1 | 2–2 | 0–2 | 2–0 | 0–0 | 2–0 | 1–2 |
| Palamós C. F.              | 2–0 | 1–1 | 2–1 | 1–1 | 0–4 | 2–1 | 4–2 | —   | 0–2 | 0–5 | 3–4 | 0–3 | 2–2 | 0–3 | 0–2 | 1–4 |
| C. F. Pobla de Mafumet     | 2–2 | 1–2 | 3–0 | 2–2 | 1–0 | 3–2 | 0–1 | 2–1 | —   | 2–1 | 1–1 | 2–1 | 0–0 | 3–1 | 1–2 | 3–1 |
| U. E. Rapitenca            | 2–2 | 2–0 | 1–2 | 2–2 | 1–1 | 1–2 | 1–2 | 2–0 | 1–0 | —   | 3–2 | 2–1 | 2–1 | 1–1 | 1–0 | 1–3 |
| U. E. Rubí                 | 2–1 | 0–3 | 1–1 | 1–2 | 2–1 | 8–0 | 5–2 | 4–1 | 4–0 | 3–0 | —   | 1–0 | 2–2 | 2–1 | 3–2 | 3–3 |
| U. D. San Mauro            | 0–2 | 1–1 | 2–0 | 0–0 | 3–1 | 3–0 | 2–1 | 3–1 | 3–0 | 0–1 | 0–2 | —   | 3–0 | 0–0 | 0–1 | 1–0 |
| U. E. Valls                | 1–1 | 0–1 | 1–0 | 4–1 | 2–0 | 2–1 | 1–0 | 1–0 | 1–0 | 2–0 | 3–0 | 0–0 | —   | 0–2 | 3–0 | 1–2 |
| U. E. Vic                  | 1–1 | 1–1 | 2–0 | 2–0 | 0–1 | 4–1 | 2–2 | 3–2 | 1–0 | 2–1 | 3–1 | 0–0 | 2–1 | —   | 0–0 | 1–1 |
| F. C. Vilafranca           | 2–1 | 1–3 | 1–0 | 0–1 | 3–3 | 0–0 | 2–1 | 1–0 | 3–0 | 2–2 | 2–0 | 0–3 | 3–0 | 0–0 | —   | 2–2 |
| C. F. Vilanova i la Geltrú | 0–1 | 1–1 | 1–0 | 1–2 | 0–1 | 2–1 | 1–2 | 2–0 | 0–1 | 2–2 | 3–2 | 2–1 | 1–0 | 2–2 | 2–1 | —   |

## Promoción de ascenso a Tercera Federación

### Semifinales
El horario corresponde al huso horario de verano europeo CEST (UTC+2).
| Ida; 31 de mayo de 2025, 16:05 | F. C. Vilafranca | 0:2 (0:1) | Atlètic Sant Just F. C.             | ZEM de Vilafranca, Villafranca del Panadés |                              |
|                                |                  | Reporte   | Lucas Andreu 28' · Jan González 77' | Árbitro(s): Berzosa Carballo               | Árbitro(s): Berzosa Carballo |

| Vuelta; 7 de junio de 2025, 18:30 | Atlètic Sant Just F. C.              | 2:1 (2:0) (Global 4:1) | F. C. Vilafranca    | Camp de Futbol Municipal de San Just Desvern, San Justo Desvern |                           |
|                                   | Jan González 37' · Gerard Pedrol 44' | Reporte                | Didac Rodríguez 81' | Árbitro(s): Cabezas Rubio                                       | Árbitro(s): Cabezas Rubio |

| Ida; 31 de mayo de 2025, 19:00 | U. A. Horta       | 1:1 (1:0) | C. F. Can Vidalet | Camp Municipal de Fútbol Horta - Feliu i Codina, Barcelona |                           |
|                                | Juan Valverde 18' | Reporte   | Finot Pie 89'     | Árbitro(s): Blanch Orduña                                  | Árbitro(s): Blanch Orduña |

| Vuelta; 7 de junio de 2025, 16:05 | C. F. Can Vidalet                                        | 3:0 (1:0) (Global 4:1) | U. A. Horta | Camp d'Esports Municipal El Molí, Esplugas de Llobregat |                            |
|                                   | Jaume Ramoneda 44' · Raúl Capitán 53' · Serigne Ngom 84' | Reporte                |             | Árbitro(s): Montero Casado                              | Árbitro(s): Montero Casado |

### Final
El horario corresponde al huso horario de verano europeo CEST (UTC+2).
| Ida; 14 de junio de 2025 | C. F. Can Vidalet | 2-2 | Atlètic Sant Just F. C. | Camp d'Esports Municipal El Molí, Esplugas de Llobregat |  |
|                          |                   |     |                         | Árbitro(s): [[]]                                        |  |

| Vuelta; 21 de junio de 2025 | Atlètic Sant Just F. C. | 0-1 (Global 2-3) | C. F. Can Vidalet | Camp de Futbol Municipal de San Just Desvern, San Justo Desvern |  |
|                             |                         |                  |                   | Árbitro(s): [[]]                                                |  |